# Calceolaria obtusa
Calceolaria obtusa är en toffelblomsväxtart som beskrevs av U. Molau. Calceolaria obtusa ingår i släktet toffelblommor, och familjen toffelblomsväxter. Inga underarter finns listade i Catalogue of Life.